# アラニア洞窟
- アラーニャ洞窟

アラニア洞窟 (カタルーニャ語: Coves de l'Aranya, スペイン語: Cuevas de la Araña) は、スペイン東部バレンシアのムニシピオであるビコルプにある洞窟群。洞窟はエスカロナ川の渓谷にあり、岩絵を残した先史時代（紀元前9000～1400年）の人々が利用していた。弓矢を使ったヤギ狩りの絵や、蜂蜜を採る人間の姿が描かれていることで知られている。この絵は、ハチを描いたものとしては最も古く、ホモ・サピエンスが蜂蜜を食べたという最古の証拠である。ヴァレンシア地方（Levantoとも呼ばれる）の洞窟美術（岩絵）に属し、1998年にユネスコの世界遺産に登録された。ヴァレンシア市からは、南東に位置する。

## 内容
この名は、アラニャ、アラーニャと呼ばれ、スペイン語では、クモの意味である。この洞窟が知られているのは、ヤギ狩りを描いた洞窟絵と、女が野生のミツバチからはちみつを採取する場面を描いた洞窟画があるからである。これらの人物たちは、近くの集落の名をとり「ビコルプ人」（el hombre de Bicorp ）と名付けられている。岩絵は、1920年に地元の教師ハイメ・ガリ・イ・ポッチによって発見された。洞窟壁画が描かれている空洞は2つあるが、最大のものは2つの部分（第1洞窟と第2洞窟）に分かれており、もう1つは第3洞窟である。第1洞窟には、左側に射手と鹿、右側にノロ鹿、そして二人の射手の間にもう一人の人間の姿が描かれている。第2洞窟は、最も大きく、最も多くの絵が描かれている。ここには、有名な蜂蜜の収穫の場面がある。この絵では、ツタか木に登って、片手に入れ物を持った女性が、蜂の巣の中に腕を入れ、蜂が彼女の周りを飛び回っている様子が描かれている。3番めの洞窟には、大きな雄牛と数頭のヤギが描かれている。

## 研究
この洞窟は、同1920年に、エドアルド・エルナンデス・パチェコ教授によっても検証された。この結果は、1924年、マドリード自然科学博物館古生物学・先史学研究委員会の研究記録『アラニャ洞窟の彩色画』として出版された。これは、クモの洞窟の人物の重ね合わせ、退化の度合い、大きさに基づいて、レバント岩石芸術の後期旧石器時代説を確立した。これは、フランス人考古学者、自然科学者の大家、ヘンリ・ブレイユ（Henri Breuil ）の理論に異議を唱えたものとなった　。彼は、アンダルシア地方などを探索し、洞窟絵に関しての専門家であった。

## 見学
ヴァレンシア市から、ビコルプの集落へは、車両で約1時間半の道のりで、A-7高速道路で南西に進み、後CV560道を西に進む。洞窟へは、現在（2024年時）、専門ガイドによる見学コースがある。最寄りの町、ビコルプに、紹介用のスポット（ Ecomuseo de Bicorp） が設けてある。現地は、ビコルプから10キロメートル離れており、かなりの山林地帯であって、ジープで林道を登る。周辺のエスカロナ川（Río Escalona）の景観など合わせて、3時間が予定されており、洞窟近辺には、足場、標識などが設置されている。この見学には、前もって、市役所等に問い合わせが必要である　。